# Anne Russell
Pour les articles homonymes, voir Russell.
Anne Dudley (née Russell), comtesse de Warwick (1548/1549 – 9 février 1604) est une noble anglaise, dame d'honneur et amie proche de Élisabeth Ire. Elle est la troisième épouse de Ambrose Dudley, 3e comte de Warwick.

## Famille et mariage
Anne Russell est la fille aînée de François Russell, 2e comte de Bedford et de sa première épouse Marguerite de Saint Jean. Elle est demoiselle d'honneur de la reine en 1559, peu de temps après son avènement. Lorsqu'elle a 16 ans, son beau-père Robert Dudley, 1er comte de Leicester, et la reine, arrangent son mariage avec Ambrose Dudley, 3e comte de Warwick, âgé de 20 ans de plus qu'elle. La cérémonie est célébrée le 11 novembre 1565 dans la chapelle royale au palais de Whitehall. Le mariage est l'une des grandes festivités de la cour sous le règne d'Élisabeth, avec des tournois et des banquets; il a aussi une signification politique, car elle unit deux des principales familles puritaine du pays. Ni Ambroise, deux fois veuf, ni Robert Dudley, un veuf, n'ont de descendant. Ce mariage fonde donc leurs espoirs de perpétuer la famille. Cependant, aucun enfant n'est né du couple, mais le mariage s'est néanmoins avéré heureux. Au cours des années 1570 et 1580, le couple réside à l'extérieur de Londres, à Hall Nord dans Northaw, dans le Hertfordshire.
Ambrose Dudley souffre pendant des décennies des effets d'une blessure à la jambe subie dans son service militaire en 1563. À la fin de janvier 1590 sa jambe est amputée, à la suite de quoi il meurt à Bedford House, dans le Strand, à Londres, le 21 février. Le diplomate Sir Edward Stafford lui a rendu visite et sa femme, deux jours avant, a trouvé le comte en grande souffrance "qui a duré jusqu'à sa mort", et la comtesse assise "pleine de larmes qu'elle ne pouvait pas parler".

## Le veuvage
De son mari, Anne Dudley hérite des dettes. Elle garde la maison à Northaw comme sa résidence principale pour le reste de sa vie. En 1602, elle vend un chalet dans un jardin, à Stratford-upon-Avon à William Shakespeare. La comtesse est dédicataire de 20 livres. Beaucoup sont écrits par des auteurs religieux puritains, pourtant, elle patronne le poète Edmund Spenser dans les années 1590.
Anne, comtesse de Warwick est la tante et marraine de l'écrivain Anne Clifford, et "une mère en affection" pour son plus jeune frère, William Russell, 1er baron Russell de Thornhaugh, ainsi que ses sœurs Elizabeth et Margaret après le décès de leur mère. Elle est également dans les meilleures termes avec son beau-frère, le comte de Leicester. Selon Anne Clifford, la comtesse est l'une des dames d'honneur préférées de la reine Élisabeth. Elle est réputée très influente auprès de la reine, jusqu'à la mort de cette dernière, le 24 mars 1603. La nouvelle souveraine décide que les personnes âgées, les veuves n'ont pas leur place à la cour, même si elle est aimablement reçue par le nouveau roi Jacques Ier à son arrivée en Angleterre. Anne Dudley se retire à Hertfordshire, à l'automne de l'année 1603, où elle est décédée entourée de sa famille le 9 février 1604. Selon ses volontés, elle est enterrée avec ses ancêtres dans la chapelle Bedford de l'église Saint-Michel, Chenies, dans le Buckinghamshire.